# MultiCore (продуктопровід)
MultiCore (продуктопровід) — багатоцільова трубопровідна система, яка забезпечує транспортування різноманітних хімічних продуктів між роттердамським портом і західною околицею міста.
Дещо західніше від Роттердама уздовж рукава дельти Рейну і Маасу — Схеру — витягнувся один з найбільших портів світу Європорт. Тут здійснюються не лише прийом і відправлення вантажів, але й діють численні промислові підприємства — і все це створює попит на транспортування в та з Європорту різноманітних хімічних матеріалів. Починаючи з 2003 року, це можливо здійснювати за допомогою продуктопроводу MultiCore, що простягнувся на два десятки кілометрів через Ботлек до Перніса.
Система складається з прокладених у єдиному пакеті чотирьох ниток — двох діаметром по 200 мм і по одній з діаметрами 150 мм і 100 мм. По завершенні транспортування партії певного продукту залучена нитка проходить очистку в межах підготовки до прийому іншого матеріалу.
Серед споживачів, які користувались послугами MultiCore, можна зокрема назвати:
- компанію Shell, яка відвантажує через порт Роттердама ізопренову фракцію (фракція С5). Вона необхідна у виробництві синтетичного каучуку та продукується установкою парового крекінгу в Мурдейку на південь від Роттердама. Звідти вона подається до іншого виробничого майданчика Shell у Пернісі, який уже під'єднаний до MultiCore;
- компанію Shin-Etsu, яка володіє розташованим у Ботлеку заводом мономеру вінілхлориду та використовує продуктопровід для відвантаження продукції;
- компанію Abengoa, що в 2010 році запустила у Європорті завод біоетанолу потужністю 480 млн літрів на рік;
- компанію ExxonMobil, якій належить розташований у Європорті завод оксо-спиртів.
Також через MultiCore транспортують азот, кисень, діоксид вуглецю, бутан.
Проект багатоцільового продуктопроводу спільно реалізували порт Роттердама та компанія Vopak, відома своєю діяльністю в галузі резервуарних парків для зберігання різноманітних продуктів.